# Lactifluus sordidus
Lactifluus sordidus, antes chamado Lactarius sordidus, é um fungo que pertence ao gênero de cogumelos Lactifluus, da ordem Russulales.